# Георгиевский храм (Гейсишкес)
Георгиевский храм — храм во имя святого великомученика Георгия Победоносца в Гейсишкес (Вильнюсский район), построенный в 1865 году.

## История
В селе Гейшишки (Geisiškės), фамильном имении князей Гедройцев (Гедрайтисов), с середины XIX века наряду с прочими крепостными проживало около тридцати крестьянских семей из Гродненской губернии, прибывших сюда в первой половине XIX века.
В 1839 году колония белорусских переселенцев смогла основать православную общину. Католик по вероисповеданию — Цезарь Гедройц — выделил место под строительство храма и участок земли под православное кладбище.
9 мая 1865 года, в праздник св. Георгия Победоносца в Гейсишкес состоялась закладка церкви. Храм строился в течение всего пяти месяцев трудами семей колонистов.
31 октября 1866 года храм был освящен епископом Ковенским, викарием Виленской и Литовской епархии Александром (Добрынином) в сослужении отца ректора семинарии и членов Духовной консистории священников Антония Пщолко и Петра Левицкого.
В начале XX века в селе поселились крестьяне, выходцы украинской Волыни.
Долголетним настоятелем Свято-Георгиевского храма был священник Яцкевич, в декабре 1937 года его сменил священник Николай Круковский. В 1946 году приход Свято-Георгиевского храма насчитывал 642 человека. В Советские времена гейсишский приход был официально зарегистрирован властями в 1947 году. Был национализирован дом притча с квартирами священников и два гектара земли.
С конца 1980-х годов и до настоящего времени настоятелем Свято-Георгиевского храма является священник Александр Адомайтис.